# Kork, Tyskland
Kork är en ort i Kehls kommun i förbundslandet Baden-Würtemberg i Tyskland.
Kork finns som ort skriftligt belagd från år 778 och var en egen kommun till 1971, då orten inlemmades i Kehl inom ramen för en förvaltningsreform i Baden-Würtemberg. Orten har ungefär 2.500 invånare.
Kork har en behandlingsanstalt för epilepsi, Diakonie-Kork–Epilepsiezentrum, vilken också är ortens största arbetsgivare. Handwerksmuseum Kork, som ligger i ett tidigare bryggeri och senare vinägerfabrik i Korks centrum, har också en större permanent utställning på temat epilepsi.
Korks centrum karaktäriseras av talrika korsvirkeshus från 1800-talet, varav många är kulturminnesmärkta. Eftersom det närbelägna Strasbourg var ett centrum för reformationen, blev Kork redan 1555 lutherskt. Den nuvarande församlingskyrkan byggdes 1731-32. Omkring År 1900 blev katolikerna i den lokala bygden Hanauerland åter talrikare, och åren 1906-07 uppfördes också en katolsk kyrka.
Ärkehertig Karl av Österrike bodde i Kork med sin stab i samband med striderna vid Kehl och  Strasbourg i  Första koalitionskriget 1796-97, i slottet och i Gasthaus zum Ochsen.

## Bildgalleri

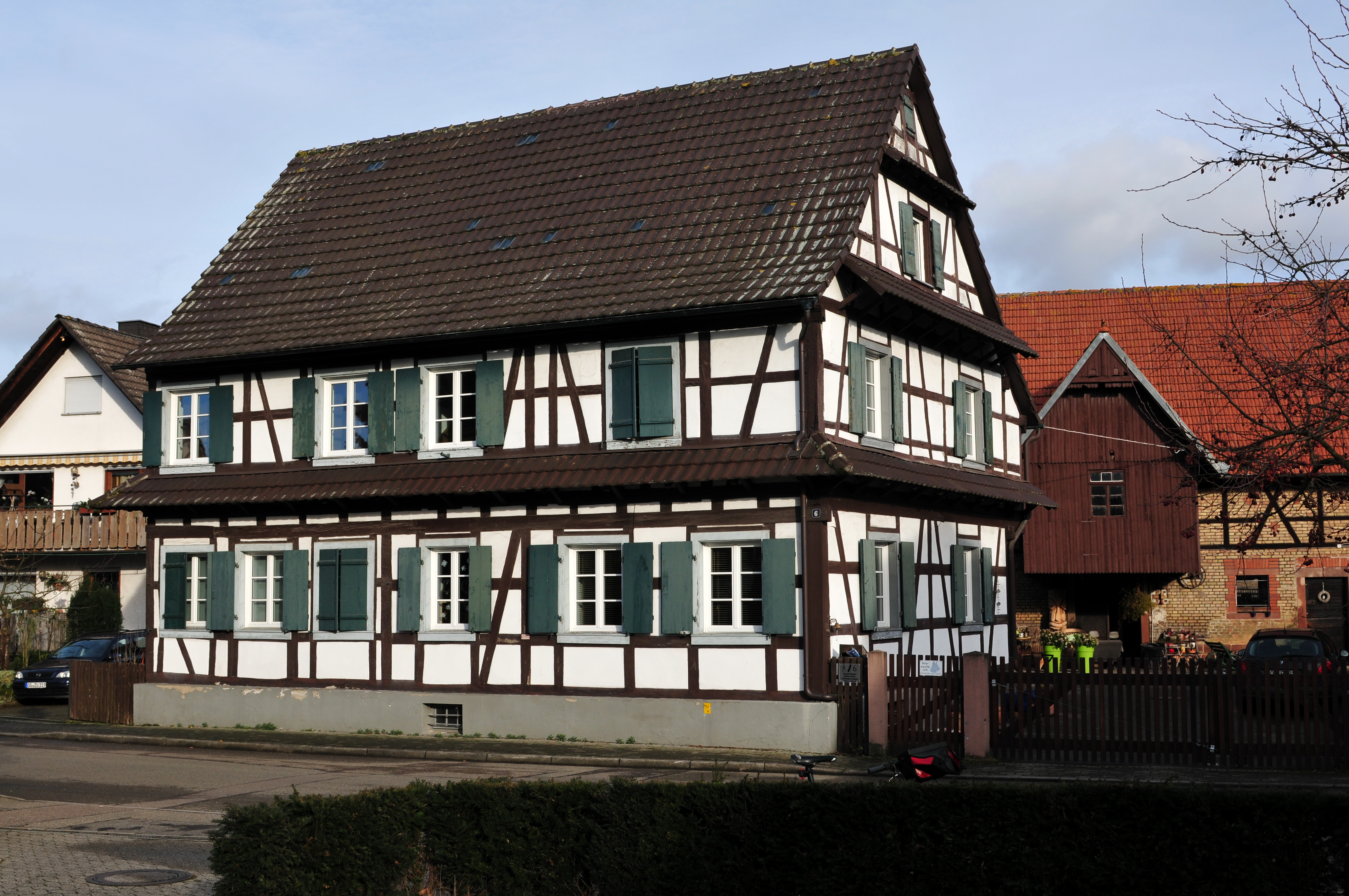
Korsvirkeshus i Kork
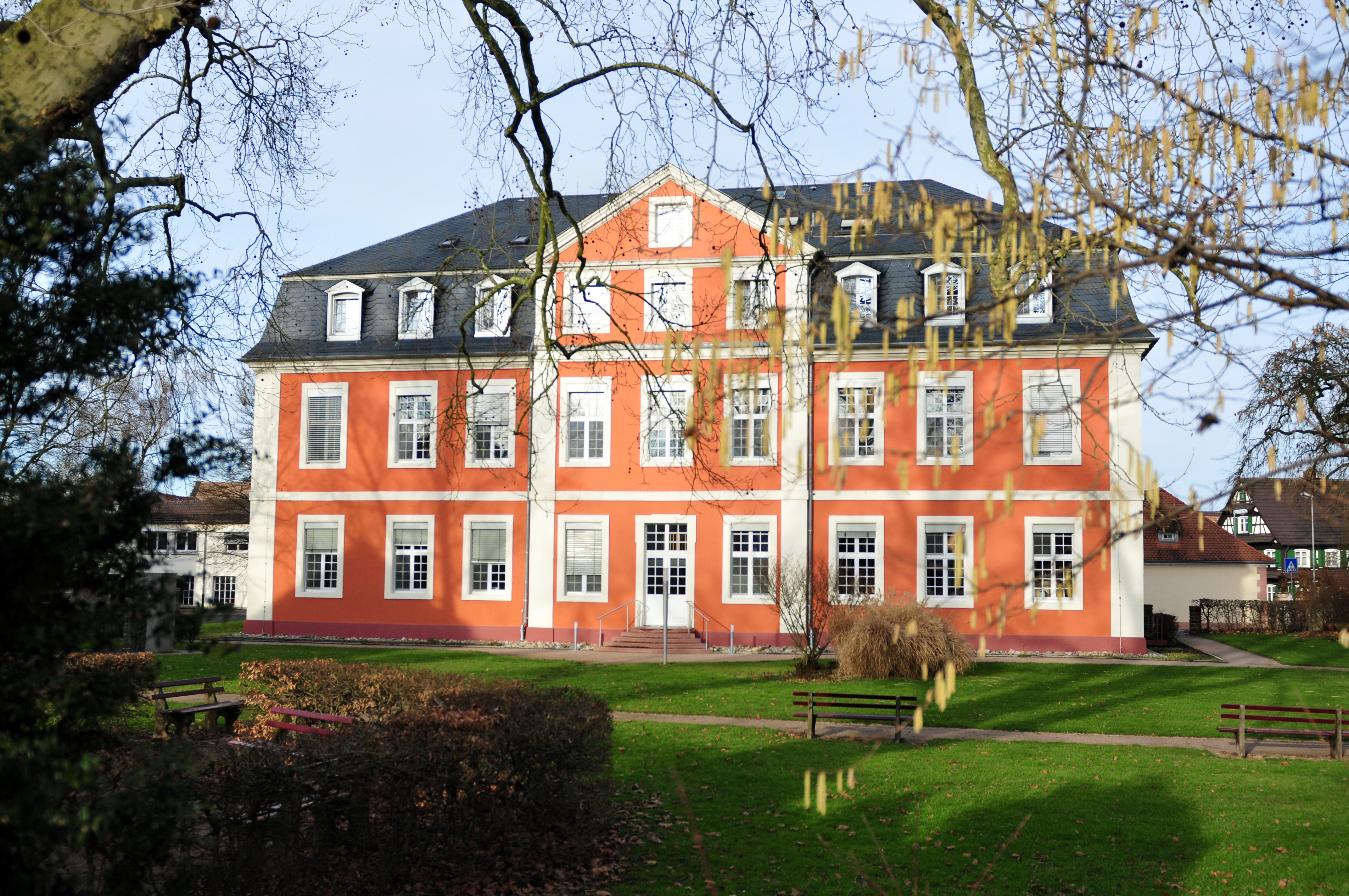
Korks slott, uppfört 1728-31
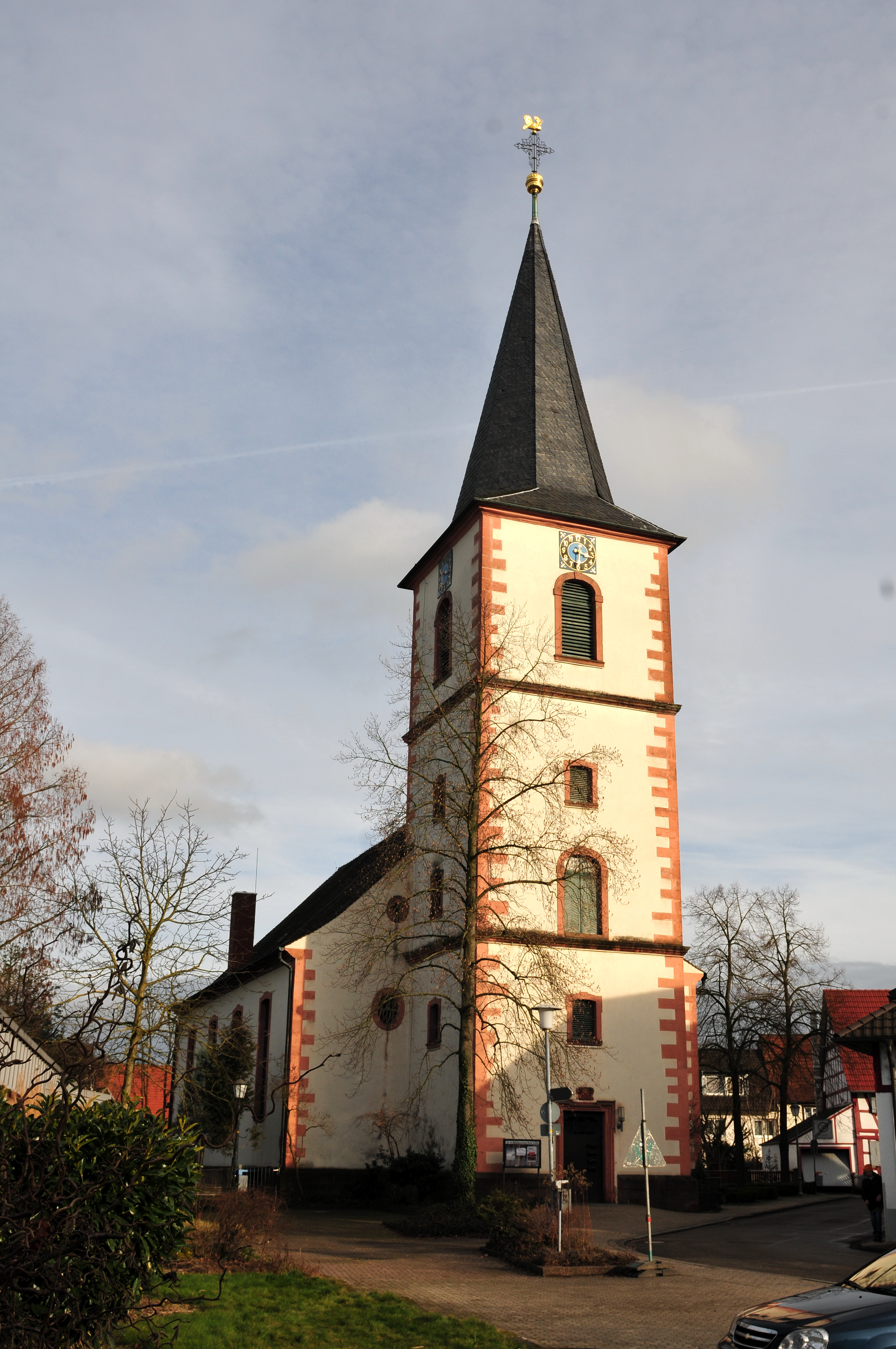
Den evangeliska kyrkan i Kork
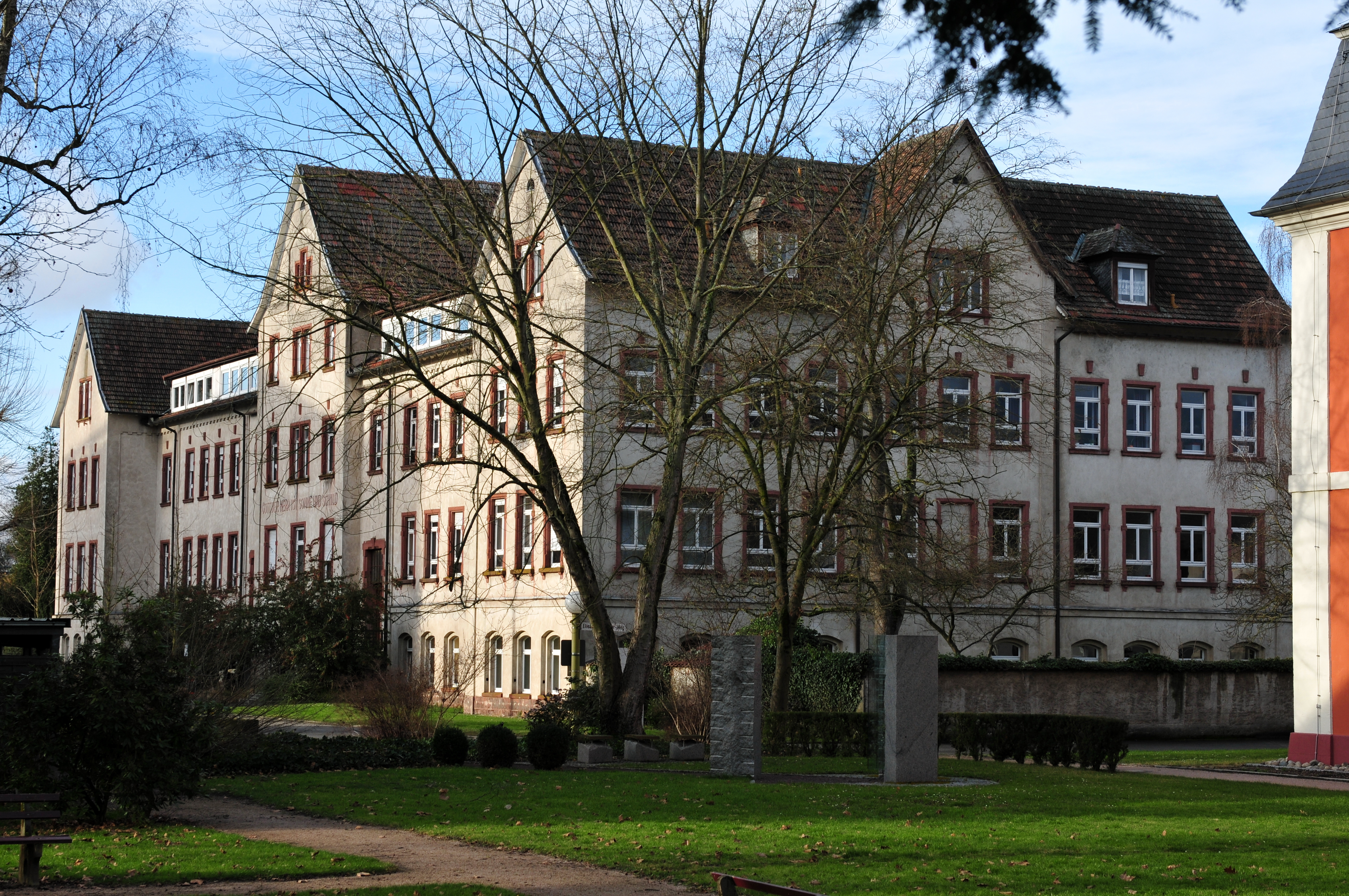
Anstalten för epilepsibehandling
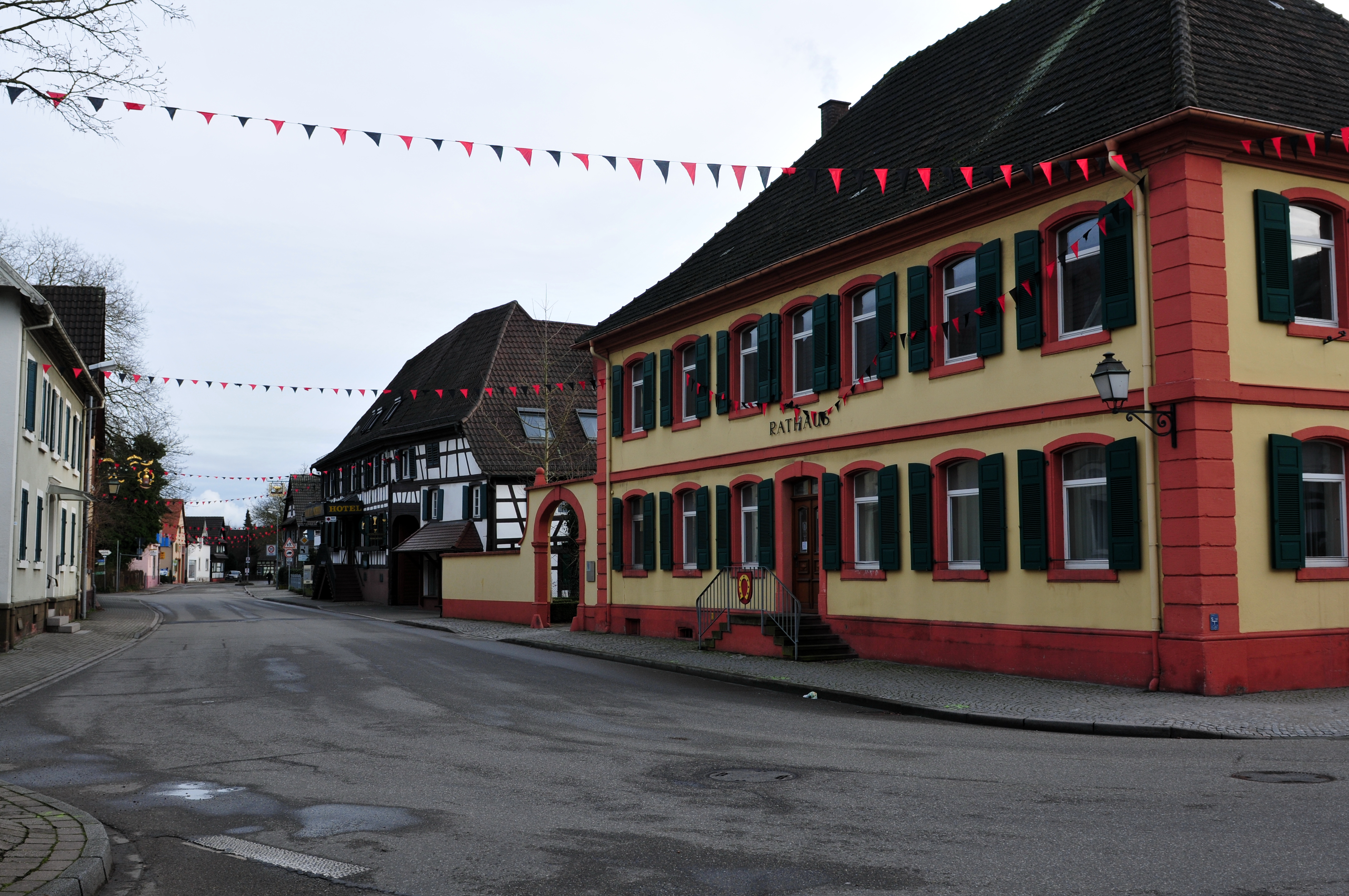
Rådhuset
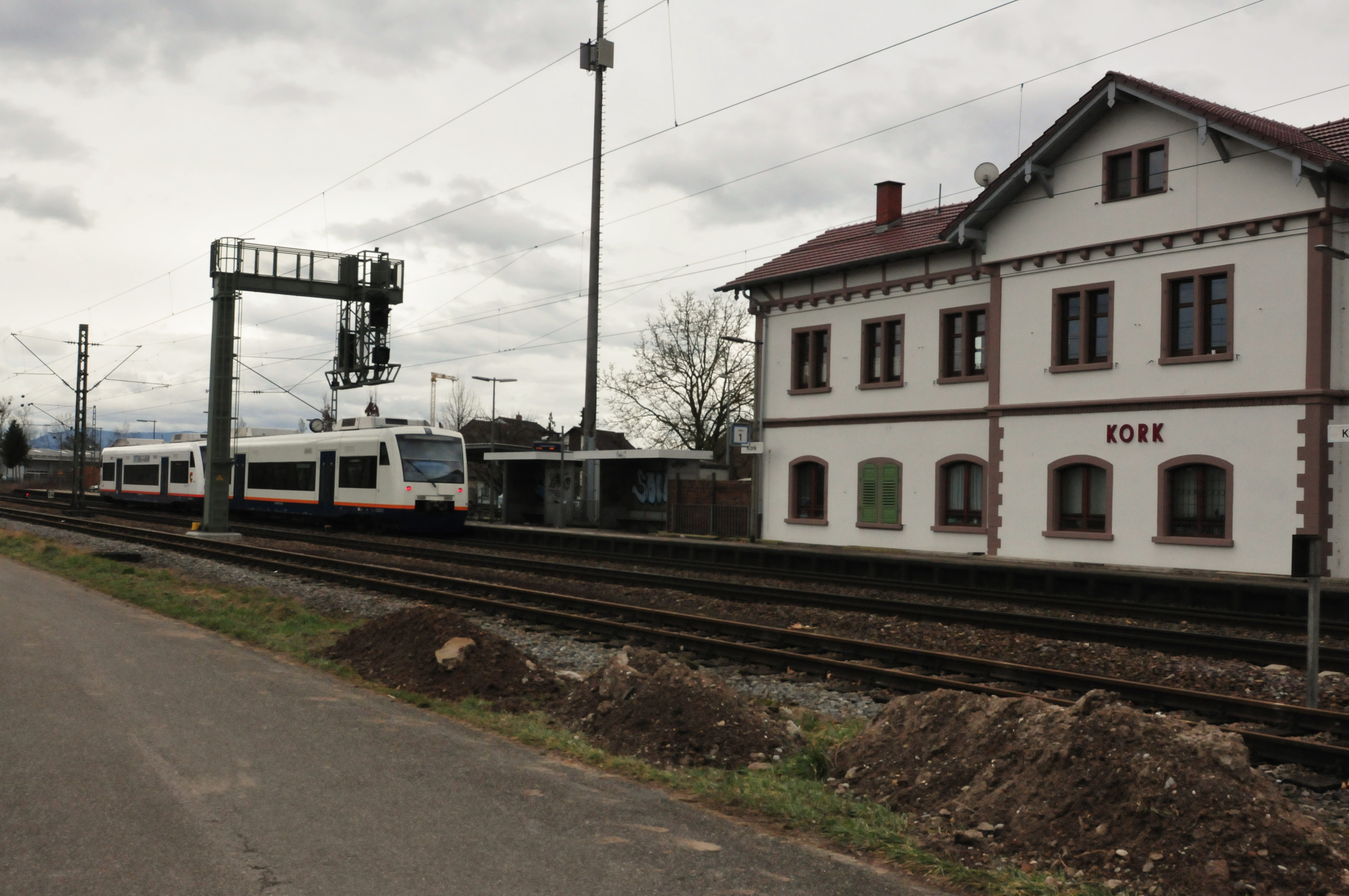
Järnvägsstationen i Kork